# Kanal D România
Kanal D România  este o televiziune din trustul de televiziune turc Doğan din România care emite conținut mixt.
Este construită pe modelul televiziunii cu același nume din Turcia.

## Istorie
Kanal D a emis în România pentru prima dată în teste pe 18 februarie 2007, postul TV a fost lansat la 1 martie 2007, ca parte a celei mai mari companii de media din Turcia, Doğan Yayin Holding.
În luna ianuarie 2015 Kanal D își consolida poziția a 3-a cu un market share de 7,5% în prime time (18:00-24:00) și se distanța astfel considerabil față de ocupantul locului 4. În anul 2016, Kanal D a ajuns în topul primelor 3 televiziuni generaliste din România. În 2016, în Prime Time (20:00 – 24:00), Kanal D a ocupat locul doi în topul televiziunilor din România, atât pe targetul All Urban (o creștere față de 2015 de +21%) cât și Național (o creștere față de 2015 de +26%).
Printre proiectele televiziunii se numără proiectele proprii „Asta-i România”, "Follow Us!", „Teo Show”, „Dimineața cu noi”, „Trăiri alături de Andreea Mantea”, dar și producțiile realizate după formate internaționale precum „Vrei să fii milionar?” („Who Wants to be a Millionaire?”), „Rătăciți în Panama” („Desafío”), „Găsește-mi familia” („Find my Family”), „Roata norocului” („Wheel of Fortune”), „Tu Urmezi!” („Next One”), „O nouă șansă” („Second chance”), „Exatlon România”, „Casa Iubirii” („House of Love”), „Survivor România”, „Insula de 1 milion” („Million Dollars Island”), „The Floor", ,,Hai că poți" (,,My man can"), ,,Tempting Fortune".
La 1 martie 2022, la aniversarea a 15 ani de la fondarea postului Kanal D, canalul și-a schimbat logo-ul, eliminând banda neagră din simbol, și identitatea vizuală.
Pe 10 noiembrie 2022 Kanal D a achiziționat televiziunea București TV de la Best Mix Media și i-a schimbat numele în Kanal D2, începând cu data de 2 aprilie 2023. 
La 1 martie 2025, la aniversarea a 18 ani de la fondarea postului Kanal D, canalul și-a schimbat identitatea vizuală.